# Лајош Сич (фудбалер)
Лајош Сич (мађ. Szűcs Lajos; Будимпешта, 8. август 1973) је мађарски бивши професионални фудбалер који је играо на позицији голмана. У каријери је у мађарској првој лиги одиграо 307 мечева и постигао укупно пет голова. Одиграо је три меча у Бундеслиги током 1. победничке кампање ФК Кајзерслаутерн у сезони 1997–98.
Навијачи Ујпешта су га критиковали јер је напустио клуб да би играо за Ференцварош.

## Каријера

### Клуб
Лајош Сич је започео каријеру у омладинском тиму Ференцвароша, али је са осамнаест година морао да започне радни однос и престао је да игра фудбал. Када је омладински тим Ујпешта имао проблеме са голманима, сазнали су за Сича, Андраш Шарлош му је понудио уговор, који је он одмах прихватио. После тренирања са Јожефом Гарамијем, прикључио се сениорском тиму Ујпешта. У сезони 1997/98 прешао је у Кајзерслаутерн у Немачкој и освојио титулу првака. Желео је да напусти клуб већ прве године због недостатка играчког времена, али је остао када је први голман повредио раме на почетку Лиге шампиона. Ипак, није наступао у Бундеслиги. Затим је прешао на једногодишњу позајмицу у Ференцварош, али је после годину дана био позван назад у Немачку. Немачки клубови Штутгарт и Котбус су му понудили уговоре, али је Ференцварош на крају откупио његов уговор од Кајзерслаутерна. У Ференцварошу је био први голман и освојио је две лигашке титуле, куп и суперкуп, те наступао у групној фази Купа УЕФА. Године 2005. потписао је за Ломбард Папу јер Ференцварош није могао да исплати обавезе, а он је био на ивици банкрота. У Ломбарду је провео десет година, са промоцијом 2009. као јединим значајним успехом. Као вођа тима, својим одбранама је дуги низ година одржавао Ломбард Папу у првој лиги. Када је Ломбард престао са радом 2015. године, прешао је у Дунаујварош, који је тада био у другој лиги.

### Репрезентација
Сич је био део олимпијске репрезентације Мађарске на Олимпијским играма 1996. у Атланти, али није играо. За сениорску репрезентацију је дебитовао 2002. против Молдавије. Играо је на укупно три меча, упркос томе што је дугогодишњи репрезентативац.

### Тренер
У фебруару 2016. придружио се тиму НБ III Ракошменте КШК, где је, осим што се очекивао као играч, постао и тренер голмана тима. Дана 20. априла 2016. постављен је за главног тренера тима уместо Ђерђа Вебера. Пре сезоне 2017/18, постао је тренер голмана ФК Чаквар ТК. Дана 17. јуна 2019. године постао је тренер голмана у стручном штабу Вашаша ШК. Од јануара 2020. постао је тренер голмана Ракоција из Капошвара. Отишао је одатле у октобру.

## Достигнућа

### Клуб
Ујпешт
- НБ I шампионат:
  - шампион: 1997/98

 Кајзенслаутерн'
- Бундеслига
  - шампион: 1997/98.
- УЕФА Лига шампиона
  - четвртфинале: 1998/99.

Ференцварош
- НБ I шампионат:
  - шампион: 2000/01, 2003/04
- Куп Мађарске шампион: 
  - победник: 2002/03, 2003/04
  - финалиста: 2004/05
- Суперкуп Мађарске у фудбалу:
  - победник: 2004[note 1]
- Куп УЕФА
  - групна фаза:2004/05.

## Белешка
1. ↑  Ференцварош је био првак државе а освојио је и куп , тако да је аутоматски проглашен за победника